# Kehrmänner
Kehrmänner (Originaltitel Brooms, deutsch: Besen) ist ein britischer Kurzfilm von Luke Cresswell und Steve McNicholas aus dem Jahr 1995.

## Inhalt
Ein Straßenkehrer macht den Marktplatz sauber und wird dabei mit allerlei Gerüchen und Düften konfrontiert. Als sich seine Arbeit in einen dynamischen Tanz verwandelt, kommen andere Straßenkehrer hinzu.

## Produktion, Hintergrund
Gedreht wurde auf dem Borough Market in London.
Luke Cresswell und Steve McNicholas sind die Gründer der Tanz- und Percussiongruppe Stomp. Der Film basiert lose auf der Eröffnungssequenz ihrer Show.

## Auszeichnungen
Der Film erhielt zwei Nominierungen:
- 1996 wurde er in der Kategorie „Bester Kurzfilm“ für den Oscar und bei den
- Internationalen Filmfestspielen von Cannes für die Goldene Palme nominiert.